# Acrephyllum irregulare
Acrephyllum irregulare är en insektsart som beskrevs av Piza Jr. 1973. Acrephyllum irregulare ingår i släktet Acrephyllum och familjen vårtbitare. Inga underarter finns listade i Catalogue of Life.